# Flemming Lund
Fleming Lund, född 6 oktober 1952 i Köpenhamn, är en dansk före detta fotbollsspelare.
Han spelade oftast som offensiv mittfältare på planen. Han spelade 20 A-landskamper för danska landslaget (1972-1979). Han spelade som proffs för Fortuna Düsseldorf och Rot-Weiss Essen. 1979 blev han tysk cupmästare med Düssleldorf. Under 1980-talet spelade han i olika amerikanska klubbar.